# دارين مكفادين
دارين مكفادين (بالإنجليزية: Darren McFadden)‏ هو لاعب كرة قدم أمريكية أمريكي، ولد في 27 أغسطس 1987 في نورث ليتل روك في الولايات المتحدة.

## وصلات خارجية
- دارين مكفادين على موقع مرجع كرة القدم المحترفة.كوم (الإنجليزية)
- دارين مكفادين على موقع كلية كرة القدم في سبورتس رفرنس.كوم (الإنجليزية)